# Roche (Vaud)
Pour les articles homonymes, voir Roche (homonymie).
Roche [ʀɔʃ ] est une commune suisse du canton de Vaud, située dans le district d'Aigle.

## Géographie

### Situation
Roche est située dans la plaine du Rhône, au pied de l'extrémité sud-est du mont d'Arvel et en face du Grammont, sur la rive gauche de l'Eau Froide, à 385 m d'altitude. Elle est à 5 km au nord-ouest d'Aigle.
Le territoire de Roche s'étend sur 6,44 km2. Lors du relevé de 2013-2018, les surfaces d'habitations et d'infrastructures représentaient 15,7 % de sa superficie, les surfaces agricoles 49,3 %, les surfaces boisées 30,1 % et les surfaces improductives 4,8 %.

### Transports

#### Transports publics
La commune est desservie toutes les heures dans chaque sens par la ligne S5 du RER Vaud, reliant Aigle à Grandson, en gare de Roche VD et par quelques RegioExpress en heure de pointe en semaine. La ligne 111 (Aigle - Yvorne - Roche - Rennaz - Villeneuve) des Transports publics du Chablais dessert trois arrêts sur la commune : Roche VD, centre commercial / Roche VD, Rotzéranne-Pré-Clos / Roche VD, Salines.

#### Transports individuels
- A9 (Brigue - Lausanne - Vallorbe)  16 (Villeneuve) et   17 (Aigle)
- Route principale 9 : Vallorbe - Lausanne - Roche - Martigny - Brigue - col du Simplon - Gondo

## Histoire
Roche fut cité sous le nom de Rochi en 1177. On y trouva des vestiges de la voie romaine Vevey-Grand-Saint-Bernard. Les moines du Mont-Joux possédaient la chapelle Saint-Jacques (mentionnée dès 1177) et un hôpital ; ce dernier, avec grange et écuries, demeura en possession du Grand-Saint-Bernard jusqu'en 1853. D'autres fiefs furent rachetés par Berne après la conquête de 1475. Roche fit partie de 1484 à 1798 du gouvernement d'Aigle ; le village était administré par un Conseil des XII. Le village fut intégré au district d'Aigle en 1798.
La chapelle de Roche (diocèse de Sion, décanat de Monthey) releva de Corb, puis de Noville ; à la Réforme, elle fut rattachée à Noville puis en devint annexe en 1582 et suffragance dès 1728. Depuis 1833, elle est annexe d'Yvorne. Le temple actuel fut aménagé vers 1838 dans un ancien magasin à sel. Depuis 1933, le village compte également une église catholique (vocable Nativité de la Sainte Vierge) et est le siège d'une paroisse catholique.
Dès la fin du XVIe siècle, des salines étaient exploitées. En 1695, Berne fit construire le barrage de la Joux-Verte pour le flottage du bois utilisé pour cuire la saumure. Roche fut l'entrepôt des salines d'Aigle et de Bex jusqu'en 1798 ; les installations furent alors abandonnées. Les directeurs des salines (dont Albert de Haller) résidaient à Roche. Dès la fin du XIXe siècle, l'Eau Froide fut endiguée pour juguler les inondations. L'exploitation de la pierre à chaux se développa au cours du XIXe siècle sur les bords de l'Eau Froide avec l'implantation des premiers fours. Une cimenterie fut en activité de 1896 à 2000. Après fusion en 1941, la Société des chaux et ciments de la Suisse romande (intégrée dans Holderbank Ciments et Bétons (Holcim) depuis 1992) fut seule détentrice de l'usine, qui occupait une grande majorité de la population jusqu'à sa fermeture. Depuis les années 1980, la zone orientale du village a vu s'implanter ateliers et grandes surfaces. La grange de l'hôpital abrite depuis 1983 le Musée suisse de l'orgue.
Roche a remporté les Jeux sans frontières à Milan le 16 juin 1976. Elle était alors la plus petite ville de l’histoire à avoir remporté ces jeux. Le 8 août 2007, l'Eau Froide, rivière qui borde le village, sort de son lit et inonde une partie de la localité.

## Toponymie
Le nom de la commune, qui se prononce [ʀɔʃ ], correspond au substantif français roche, dérivé de la forme prélatine *rocca, qui désigne un rocher.
Sa première occurrence écrite date de 1177, sous la forme de Rochi.
La commune se nomme Rotsè [ˈrətsɛ] en patois vaudois,.

## Population et société

### Gentilés et surnom
Les habitants de la commune se nomment les Rotzérans, ou Rotsérans (à rapprocher de rotse, qui signifie rocher en patois vaudois) ou les Rotsérins (fém. : Rotsérintses).
Ils sont surnommés les Russes.

### Démographie

#### Évolution de la population
La commune compte 1 949 habitants au 31 décembre 2023 pour une densité de population de 303 hab/km2. Sur la période 2010-2023, sa population a augmenté de 94,9 % (canton : 18,6 % ; Suisse : 9,4 %).  

#### Pyramide des âges
En 2023, le taux de personnes de moins de 30 ans s'élève à 39,2 %, au-dessus de la valeur cantonale (34,6 %). Le taux de personnes de plus de 60 ans est quant à lui de 17,9 %, alors qu'il est de 22,5 % au niveau cantonal.
La même année, la commune compte 943 hommes pour 1 006 femmes, soit un taux de 48,4 % d'hommes, inférieur à celui du canton (49,1 %).
| Hommes | Classe d’âge | Femmes |
| ------ | ------------ | ------ |
| 0,1    | 90 ans ou +  | 1,0    |
| 5,1    | 75 à 89 ans  | 6,4    |
| 11,1   | 60 à 74 ans  | 12,1   |
| 20,6   | 45 à 59 ans  | 18,8   |
| 23,2   | 30 à 44 ans  | 23,4   |
| 19,3   | 15 à 29 ans  | 18,4   |
| 20,6   | - de 14 ans  | 20,0   |

| Hommes | Classe d’âge | Femmes |
| ------ | ------------ | ------ |
| 0,6    | 90 ans ou +  | 1,4    |
| 6,5    | 75 à 89 ans  | 8,7    |
| 13,5   | 60 à 74 ans  | 14,3   |
| 20,9   | 45 à 59 ans  | 20,9   |
| 22,3   | 30 à 44 ans  | 21,7   |
| 19,6   | 15 à 29 ans  | 17,7   |
| 16,6   | - de 14 ans  | 15,3   |

## Culture et patrimoine

### Musée
Musée suisse de l'orgue

### Héraldique
| Blason | Blasonnement : « Parti d'argent et d'azur, à la montagne mi-partie de sinople et de sable, soutenant à dextre un sapin de sinople et à senestre un chamois au naturel. » |